# Weetamoo
Weetamoo (ou Weetamoe, Namumpum, Tatapanunum, vers 1635-1676) est une cheffe amérindienne Pocasset Wampanoag. 

## Biographie
Elle est née au village Mattapoisett des Pokanoket (en) et est morte à Taunton River (en).
Son père était Corbitant (en), sachem de la tribu Pocasset, située de nos jours à North Tiverton, Rhode Island (en), c. 1618–1630. Elle a eu cinq maris, dont Wamsutta (en), fils aîné de Massasoit, grand sachem des Wampanoags et participant au premier Thanksgiving avec les Pères pèlerins.
Weetamoo a gouverné la tribu Pocasset[Quand ?]. Elle rejoint en 1675 le chef Metacomet dans la guerre du Roi Philip, aussi connue sous le nom de « rébellion de Metacomet ».
En août 1676, les Pocasset sont capturés par les Anglais près de Taunton, et Weetamoo meurt noyée alors qu'elle tente de s'échapper. Sa tête est coupée et exposée à Taunton. 
L'écrivaine Mary Rowlandson, qui vécut avec Weetamoo pendant ses 11 semaines de captivité, la décrit comme étant une « dame fière et sévère ».
Sa vie est relatée dans un livre de la série historique pour enfants The Royal Diaries, écrit par Patricia Clark Smith en 2003.